# Palaeopsylla cisalpina
Palaeopsylla cisalpina är en loppart som beskrevs av Jordan et Rothschild 1920. Palaeopsylla cisalpina ingår i släktet Palaeopsylla och familjen mullvadsloppor. Inga underarter finns listade i Catalogue of Life.